# Podocarpus ekmanii
Podocarpus ekmanii — вид хвойних рослин родини подокарпових.

## Поширення, екологія
Країни поширення: Куба. Формує чагарник або невелике дерево до 20 м, але, як правило, росте як невеликий чагарник між 3-6 м заввишки. Він частий компонент на зміїних і вапнякових субстратах у склерофільних дощових лісах з висотним діапазоном між 200 до 1300 м. В долинах гір в Сьєрра-де-Ніпе, де він отримує цілий рік кількість опадів між 1800-3200 мм, пов'язаний з ендеміками Bonnetia cubensis, Cyrilla nipensis, Calyptronoma clementis subsp. orientensis, Hedyosmum crassifolium, Magnolia cubensis, Ocotea bucherii, Pachynanthus reticulatus, Pinus cubensis.

## Використання
Використання не зафіксовано для цього виду.

## Загрози та охорона
Хоча цей вид був порушений деякою мірою місцевим збезлісенням і, можливо, добуванням нікелю, навряд чи це мало значний негативний вплив на чисельність особин, які здатні регенерувати адекватно. Цей вид має деякий захист у ісп. Parque Nacional Alejandro de Humboldt і ісп. Parque Nacional La Mensura Pilotos.